# 基斯冰川
74°48′S 114°0′W / 74.800°S 114.000°W
基斯冰川（英語：Keys Glacier）是南極洲的冰川，位於瑪麗伯德地的巴庫蒂斯海岸，流經埃利斯嶺和布雷山，美國地質調查局根據測量和該國海軍的空中照片繪入地圖，現時由南極條約體系管理。